# Perigea leucanioides
Perigea leucanioides är en fjärilsart som beskrevs av George Francis Hampson 1908. Perigea leucanioides ingår i släktet Perigea och familjen nattflyn. Inga underarter finns listade i Catalogue of Life.